# (2587) Gardner
(2587) Gardner (1980 OH) – planetoida z pasa głównego asteroid okrążająca Słońce w ciągu 5,63 lat w średniej odległości 3,16 j.a. Odkryta 17 lipca 1980 roku, nazwana na cześć Martina Gardnera.